# Chelan (Washington)
Chelan is een plaats (city) in de Amerikaanse staat Washington, en valt bestuurlijk gezien onder Chelan County.

## Demografie
Bij de volkstelling in 2000 werd het aantal inwoners vastgesteld op 3522.
In 2006 is het aantal inwoners door het United States Census Bureau geschat op 3844, een stijging van 322 (9,1%).

## Geografie
Volgens het United States Census Bureau beslaat de plaats een oppervlakte van
10,1 km², waarvan 9,8 km² land en 0,3 km² water. Chelan ligt op ongeveer 223 m boven zeeniveau.

## Plaatsen in de nabije omgeving
De onderstaande figuur toont nabijgelegen plaatsen in een straal van 32 km rond Chelan.